# Разсад
Разсад са млади растения от зеленчукови и полски култури, произведени в култивационни съоръжения или в градини, които се разсаждат за доотглеждане и получаване на продукция на полето или в други градини.
Производството на разсад е рутинна практика за някои производства, причините за което са няколко:
- отглеждането на културата (напр. тютюн) от семена, засети директно на полето е невъзможно при почвено-климатичните условия на България;
- необходимост от скъсяване на периода за отглеждане на полето, при което:
  - се осъществява рано производство;
  - се постига уплътняване на полето за получаване на повече от една реколта (напр. разсаждане на късно зеле след прибрани есенници);
- по-добри грижи за растенията в ранните фази, което може да се осъществи на значително по-малката площ, необходима за производство на разсад;
- осигуряване на оптимални топлинни условия и влага в култивационни съоръжения за влаголюбиви култури с висок биологичен минимум (домати, пипер, патладжан и др.);
- ускоряване на вегетацията за култури с дълъг вегетационен период, изискващи по-висока от възможната в България сума на активните температури на въздуха;
- осигуряване на по-подходящо коренообразуване за култури, които се отглеждат при напояване и др.

Разсадопроизводството е трудоемка и енергоемка земеделска практика, но правилното му провеждане е икономически изгодно.

## Повече за производството на разсад при отделни култури
- Отглеждане на тютюн